# Comuna Șevcenkove, Konotop
Șevcenkove (în ucraineană Шевченкове) este o comună în raionul Konotop, regiunea Sumî, Ucraina, formată din satele Șevcenkove (reședința) și Torhovîțea.

## Demografie
Componența lingvistică a comunei Șevcenkove
     Ucraineană (96,75%)
     Alte limbi (0,71%)
Conform recensământului din 2001, majoritatea populației comunei Șevcenkove era vorbitoare de ucraineană (96,75%), existând în minoritate și vorbitori de alte limbi.